# Cormus
Cormus là một chi thực vật có hoa trong họ Hoa hồng.